# Liste des partis politiques en Namibie
Les principaux partis politiques de Namibie sont, par ordre alphabétique :
- Action Christian National ;
- Parti de tous les peuples ;
- Alliance démocratique de la Turnhalle ;
- Congrès des démocrates ;
- National Unity Democratic Organisation ;
- Parti républicain ;
- Rassemblement pour la Démocratie et le Progrès ;
- South-West African People's Organisation ;
- United Democratic Front.